# تپه محمودی جنوبی
تپه محمودی جنوبی مربوط به دوره تاریخی ـ اسلامی قرون ۷ و ۸ هجری قمری است و در شهرستان ازنا، بخش مرکزی، دهستان پاچه لک غربی، حدود ۱/۵ کیلومتری شمال شرق روستای قاسم‌آباد واقع شده و این اثر در تاریخ ۸ بهمن ۱۳۸۵ با شمارهٔ ثبت ۱۷۰۸۸ به عنوان یکی از آثار ملی ایران به ثبت رسیده‌است.